# Piège en haute sphère
Pour plus de détails, voir Fiche technique et Distribution.
Piège en haute sphère est un téléfilm français réalisé par Aruna Villiers et diffusé sur M6 le 13 octobre 2000 .

## Fiche technique
- Titre : Piège en haute sphère
- Réalisation : Aruna Villiers
- Scénario : Laurent Tirard et Laurent Ghresser
- Photographie : Jean-Claude Aumont
- Costumes : Fabienne Katany
- Musique : Marc Beacco
- Pays d'origine :  France
- Genre : thriller
- Durée : 90 minutes
- Date de diffusion : 13 octobre 2000 sur M6

## Distribution
- Olivia Bonamy
- Johan Leysen
- Karin Giegerich
- Bruno Todeschini
- Éric Defosse
- Frédéric Pellegeay
- Olivier Broche
- Claudine Delvaux
- Anne Fassio

## Récompenses
- Prix de la meilleure réalisation et prix de la révélation et de la découverte (pour Olivia Bonamy) au Festival de la fiction TV de Saint-Tropez 2000[1]